# Dicranomyia gubernatoria
Dicranomyia gubernatoria là một loài ruồi trong họ Limoniidae. Chúng phân bố ở miền Australasia.